# ジョー・マンチン
ジョー・マンチン（Joe Manchin）ことジョゼフ・マンチン3世（Joseph Manchin III、1947年8月24日 - ）は、アメリカ合衆国の元政治家、実業家。
もともとは民主党所属であったが、2024年5月31日に声明を発表し、「国政は壊れており、民主党も共和党も妥協点を見いだす意思がない」と民主党を離党し無所属に転向した。民主党内では中道派で、共和党とも近く、実際2022年の一般教書演説では共和党側の議席に着席するなど、超党派的な理念を元来持っていた。
2023年7月に開かれた、超党派による政策推進を目指す政治団体「ノー・レーベルズ」の集会で「今日は米国民には選択肢が必要だという話をしたい。政界は右も左も極端に寄ってしまっているが、これが米国のあるべき姿ではない」と述べたほか、第3勢力が2024年大統領選挙に立候補者を擁立する可能性に言及した。
2023年11月9日には、翌年の議会選挙に立候補しないと表明。政治活動そのものは継続する意向も示し、2024年大統領選挙に無所属で出馬する可能性が取り沙汰された。2024年1月16日、「第3党からの出馬は目指さない。この国を結束させるための知識や情熱、能力を持つ大統領を選出する運動に関わっていく」と述べ、大統領選挙に出馬しないことを表明した。同年の上院議員選挙にも立候補することはなく、政界を退いた。

## 略歴
- 1947年8月24日 ウェストバージニア州ファーミントンに誕生する。
- 1965年 ウェストバージニア大学に入学し、アメリカンフットボールで奨学金を受けた。
- 1970年 学位を授与される。
- 1982年 州下院議員に当選。
- 1986年 州上院議員に当選。
- 2000年 第27代ウェストバージニア州州務長官に当選。
- 2004年 州知事選挙で共和党の候補に勝利し、2005年1月に第34代ウェストバージニア州知事に就任した。
- 2010年 全米知事協会会長に就任。
- 2010年 ロバート・バード上院仮議長の逝去に伴う連邦上院議員の補欠選挙に立候補し、共和党のジョン・リースを破って当選した。同年11月15日に連邦上院議員に就任し、州知事を辞職した。
- 2012年 共和党のジョン・リースを再び破り、連邦上院議員に再選した。
- 2018年 「カバノー氏の指名に賛成票を投じる」と表明した[9]。
- 2021年 民主党左派が推進した社会福祉インフラ投資法案に賛同せず。
- 2025年 連邦上院議員を退任。